# Kosovos hjälte
Kosovos hjälte (albanska: Urdhëri Hero i Kosovës) är den högsta utmärkelsen som kan tilldelas en medborgare i Kosovo. Utmärkelsen förlänas åt historiska personer som har gjort värdefulla bidrag till Kosovo.